# ألان كورتيس
ألان كورتيس (بالإنجليزية: Alan Curtis)‏ هو عالم موسيقى أمريكي، ولد في 17 نوفمبر 1934 في ميسون في الولايات المتحدة، وتوفي في 15 يوليو 2015 في فلورنسا في إيطاليا.

## وصلات خارجية
- ألان كورتيس على موقع IMDb (الإنجليزية)
- ألان كورتيس على موقع ميوزك برينز (الإنجليزية)
- ألان كورتيس على موقع أول موفي (الإنجليزية)
- ألان كورتيس على موقع أول ميوزيك (الإنجليزية)
- ألان كورتيس على موقع ديسكوغز (الإنجليزية)